# Roxanne Roxanne
Roxanne Roxanne é um filme de drama estadunidense de 2017 dirigido e escrito por Michael Larnell. Protagonizado por Chanté Adams, Mahershala Ali, Nia Long, Elvis Nolasco, Kevin Phillips e Shenell Edmonds, teve sua primeira aparição no Festival de Cinema de Sundance em 22 de janeiro de 2017.

## Sinopse
A rapper de batalha mais temida no início dos anos 80 em Nova York era uma adolescente feroz de 14 anos que vivia em Queensbridge. Com o peso do mundo sobre seus ombros, Roxanne Shanté corria as ruas para sustentar sua família e percorrer o caminho de se tornar uma lenda do hip-hop.

### Filmografia
- Chanté Adams - Roxanne Shante
- Mahershala Ali - Cross
- Nia Long - Peggy
- Elvis Nolasco
- Kevin Phillips - Marley
- Shenell Edmonds